# 歐若拉混沌
歐若拉混沌（Aurorae Chaos）是一個火星破裂區域，位於水手峽谷進入克里斯平原東端，大約324°E, 9°S。